# チタン酸リチウム二次電池
チタン酸リチウム二次電池（チタンさんリチウムにじでんち）は二次電池の一種。
負極材として、従来の黒鉛などの可燃性の炭素系材料に替えて、『チタン酸リチウム（LTO）』を採用した電池の総称である。
セラミック素材であることとリチウム金属の析出が起こらないため、析出した金属がセパレータを貫通し正極と触れることによる内部短絡（ショートすることによる動作不良）が生じなく安全である。

通常のリチウムイオン電池に使われる炭素系アノードの代わりに、表面にチタン酸リチウムナノ結晶を持つアノードを用いる改良を施したものである。これによりアノードに約100平方メートル/グラムの表面積が与えられ、炭素の3平方メートル/グラムと比較して電子がアノードに速く出入りすることができる。これにより他のリチウムイオン電池より充電が早いという利点を持つ。
寿命も 3000–7000 サイクルと長い。
三菱自動車のi-MiEV電気自動車（Mタイプ：日本版のみ）などでこの電池が用いられている（後述）。
しかし、固有電圧が 2.4 V と従来のリチウムイオン電池の 3.7 V に比して低いため、比エネルギーも 30–110 Wh/kg と低いという欠点もある。
チタン酸リチウム電池は177 Wh/Lまでのエネルギー密度を有することが報告されている。

海外では、チタン酸電池の高充電能力を利用して大容量電気バスプロジェクトTOSAなどの公共交通機関で、乗客がバス停で乗降する間の15秒で電池を部分的に充電することが可能になっている。高い安全性により、現在ではモバイル医療機器にも使用されている。

## ブランド・用途

### Altairnano
Altairnanoは主にバッテリー式電動輸送機器の"Nanosafe"ラインでチタン酸リチウム電池を製造している。
Altairnanoの電池を使用する計画を発表している自動車メーカーにはLightning GTや全ての全電気スポーツカーへの使用を計画している Lightning Car Company、電気SUVへのPhoenix Motorcars、軽量35フィートバスの全電気EcoRide BE35のProterraがある。
また、Altairnanoは電気グリッド補助サービスや様々な軍事応用にチタン酸リチウム蓄電システムを導入した。

### Leclanché
Leclanchéは1909年にスイスで設立された電池メーカーである。2006年、ドイツのBullith AGを買収し、ドイツでリチウムイオンの製造ラインを設立した。2014年には市場に"TiBox"を打ち出した。TiBoxは3.2kWhで20,000サイクルである。

### Microvast
Microvastは2006年にテキサス州ヒューストンで設立された電池メーカーである。LpTOはMicrovastが改良したLTO電池である。
2011年現在、世界初の超高速充電バス隊が中国の重慶で発足した。80 kWのLpTO電池システムは12m電気バス37台に搭載され、400 kWの充電器で10分以内に完全充電できる。
2014年現在、イギリスのバスメーカーであるライトバス社はMicrovastのLpTO電池をロンドン向けの二階建てバスであるニュールートマスター（1000台超）に採用している。18 kWhのLpTO電池システムはLFP電池の性能が低下したことにより、最初のリチウム鉄リン酸電池を交換するために用いられる。
2015年、欧州でZeEUS（ゼロエミッション都市交通システム）が開始され、VDLがこのデモプロジェクトの高速充電技術のロードマップとしてMicrovastからの62.5 kWhのLpTO電池システムを使用した。
2016年、世界最大の自動港PSA TUASが水平コンテナ輸送プロジェクトの第1段階として22の純電気AGVにMicrovastのLpTOを使い始めた。
MicrovastはLpTO、LpCO、MpCOなど様々なアプリケーション向けに異なる技術を有している。

### 東芝
東芝は超充電イオン電池 (SCiB) と呼ばれるチタン酸リチウム電池を発売している。電池はわずか10分で90%の充電容量を提供できるように設計されている。
採用例
- 自動車
  - 三菱・i-MiEV（Mグレード）および三菱・ミニキャブMiEV（CDグレード10.5KW）および三菱・ミニキャブMiEVトラック[22]
  - ホンダ・フィット EV[23]
  - スズキ・日産・三菱自動車・マツダのマイルドハイブリッド車用のハイブリッド用電池[24]。
  - ホンダ・EV-neo電動スクーター、Schwinn Tailwind電気自転車[25]
- 鉄道車両・インフラ
  - 東海旅客鉄道・新幹線N700S系電車 バッテリー自走システム[26][27]
  - 東海旅客鉄道・JR東海HC85系気動車 ハイブリッドシステム[28]
  - 西日本旅客鉄道・TWILIGHT EXPRESS 瑞風 ハイブリッドシステム[29]
  - 東京地下鉄・東京メトロ1000系電車 非常走行用電源装置[30]
  - 東京地下鉄・東京メトロ2000系電車 非常走行用電源装置[31]
  - シーメンス 鉄道システムMIREOの駆動用電源[27]
  - その他、東武鉄道の回生電力貯蔵装置、アクティオ、新トモエ電機工業などの、バッテリー機関車の蓄電池として利用されている[27]。
- その他業種
  - 船舶、エレベータや変電所の周波数変動対策、港湾クレーン等、多用途に実用化されている[32]。

### マクセル
マクセルは、TC920Sボタン形チタン酸カーボンリチウム二次電池を発売している。
採用例
- セイコー キネティック（自動クォーツ）腕時計 以前のキネティック腕時計はエネルギーをためるためにコンデンサを使用したが、この電池はより大容量と長寿命を提供する。容量が最終的に許容できないレベルに低下すると、技術者により交換することができる[34]。

### ニチコン
ニチコンはSLBと呼ばれるチタン酸リチウム電池を発売している。
- 採用例[35]
  - サムスン電子 Samsung Galaxy Note 10 Samsung Galaxy Note 10+ Samsung Galaxy Note 20 Samsung Galaxy Note 20 Ultra 等の付属スタイラスペン
  - リコー電子デバイス RIoT 環境センサー
  - エル光源 小型ソーラー独立電源「CUBE66」